# 캐나다-폴란드 관계
캐나다와 폴란드는 1919년에 처음으로 외교 관계를 수립했다. 양국 모두 경제 협력 개발 기구, 북대서양 조약 기구, 유럽 안보 협력 기구 및 세계무역기구의 정회원국이다.

## 역사

### 초기 역사

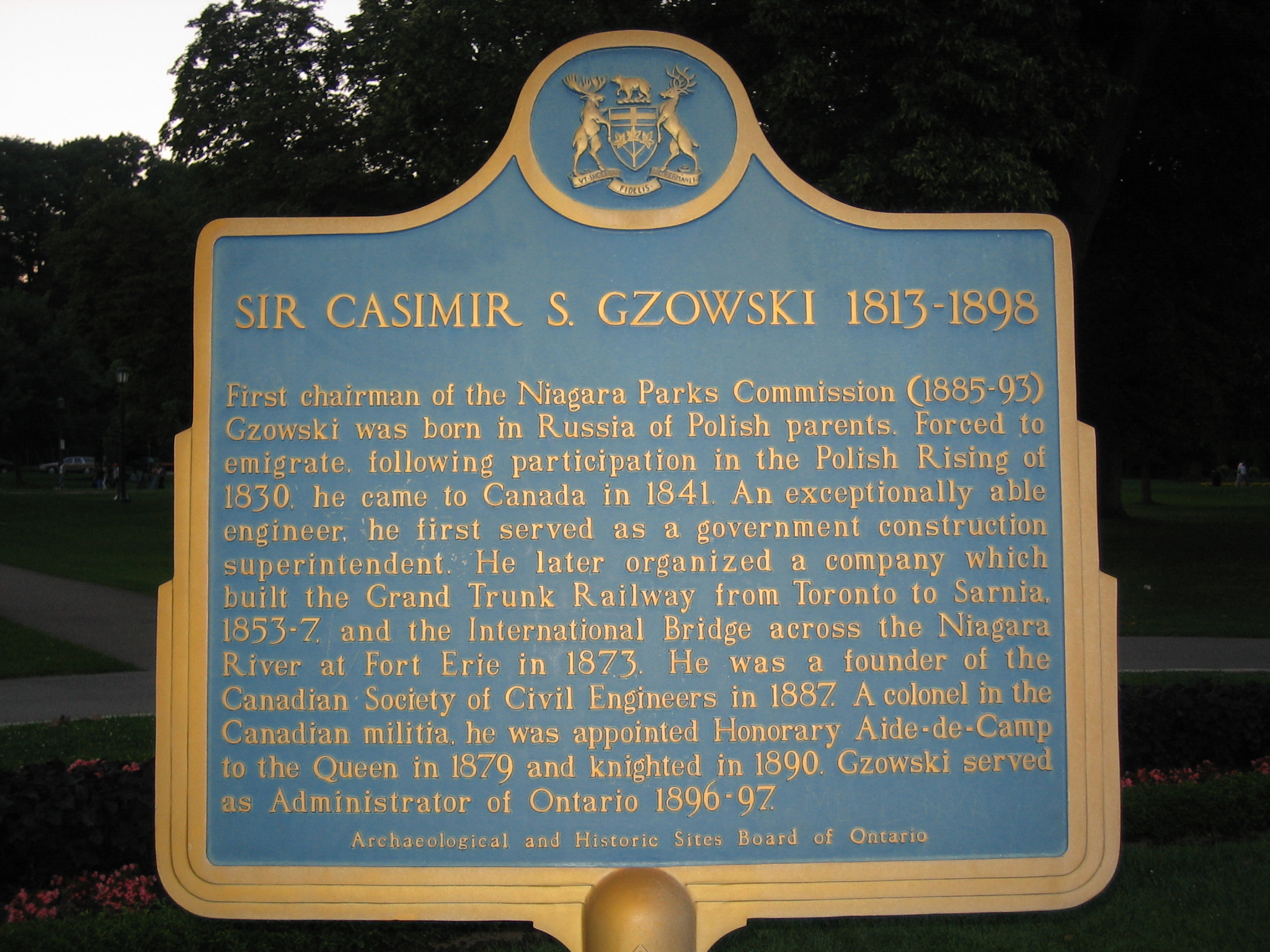
나이아가라폴스 (온타리오주)에 있는 카지미르 그조프스키 기념 명판

캐나다에 처음으로 폴란드 이민자들이 도착한 것은 1700년대 후반 제1차 폴란드 분할 직후였다. 1800년대부터 폴란드에서 공산주의가 종식될 때까지 캐나다는 폴란드로부터 대규모 이민 물결을 맞이했다. 캐나다에 도착한 최초의 폴란드인으로 알려진 인물은 1752년 그단스크에서 몬트리올에 도착한 모피 상인 도미니크 바르치였다. 철도 기술자 카지미르 그조프스키 경은 19세기 캐나다에서 여러 철도를 건설하며 중요한 역할을 했으며, 특히 온타리오주와 퀘벡주를 연결하는 최초의 철도를 건설하여 빅토리아 여왕으로부터 기사 작위를 받았다.
1858년, 캐나다에 폴란드인들이 처음으로 대규모 정착한 곳은 현재 온타리오 동부에 위치한 빌노 (온타리오주) 정착지로, 당시 폴란드의 프로이센 분할 지역에 속했던 카슈비아 출신 농부들에 의해 설립되었다. 1862년에는 또 다른 폴란드인 집단이 캐나다 서부 베를린(현 키치너 (온타리오주))에 정착했다. 20세기 초, 폴란드의 오스트리아 분할 지역(갈리치아) 출신 상당수의 폴란드 농부들이 앨버타주, 서스캐처원주, 매니토바주의 프레리 주에 정착했다. 캐나다로 이주한 폴란드 이민자들의 압도적 다수는 친구와 가족에게 보내는 편지에서 캐나다를 매우 긍정적인 말로 묘사하여, "캐나다"라는 용어가 폴란드어에서 끝없는 번영과 풍요의 땅을 의미하는 속어로 사용될 정도였다. 갈리치아는 유럽에서 가장 가난하고 낙후된 지역 중 하나로, 오스트리아 관리들은 주민들이 "아시아적인" 수준의 빈곤 속에서 살았기 때문에 경멸적으로 할바시엔("반아시아")이라고 불렀다. 갈리치아의 생활 환경은 과밀과 1893년의 공황으로 인해 더욱 악화되었고, 이 공황은 세계 경제를 불황에 빠뜨려 상황을 더욱 악화시켰다. 캐나다 프레리의 비옥한 땅에 대한 이야기는 갈리치아 농민들에게 캐나다를 탈출할 곳으로 꿈꾸게 했다. 그러나 갈리치아의 정치적, 경제적 권력을 장악하고 있던 폴란드 귀족(szlachta)과 지주(ziemianie)는 캐나다로의 대규모 이민을 자신들의 경제적 권력에 대한 위협으로 간주하여, 1895년 오스트리아 제국의회 대표들은 이민을 조장하는 모든 출판물을 금지하는 법안을 제안했다.
폴란드에 큰 영향을 미친 캐나다 소설은 빨간 머리 앤이었다. 1912년, 빨간 머리 앤은 폴란드어로 처음 번역되어 바르샤바에서 해적판으로 출판되었는데, 저자는 "앤 몽고메리"로 표기되었다 (저자는 루시 모드 몽고메리였다). 이 책은 폴란드에서 즉각적인 성공을 거두었으며 여러 판을 거쳤다. 1932년, 빨간 머리 앤은 폴란드에서 네 번째로 인기 있는 책으로 선정되었다.

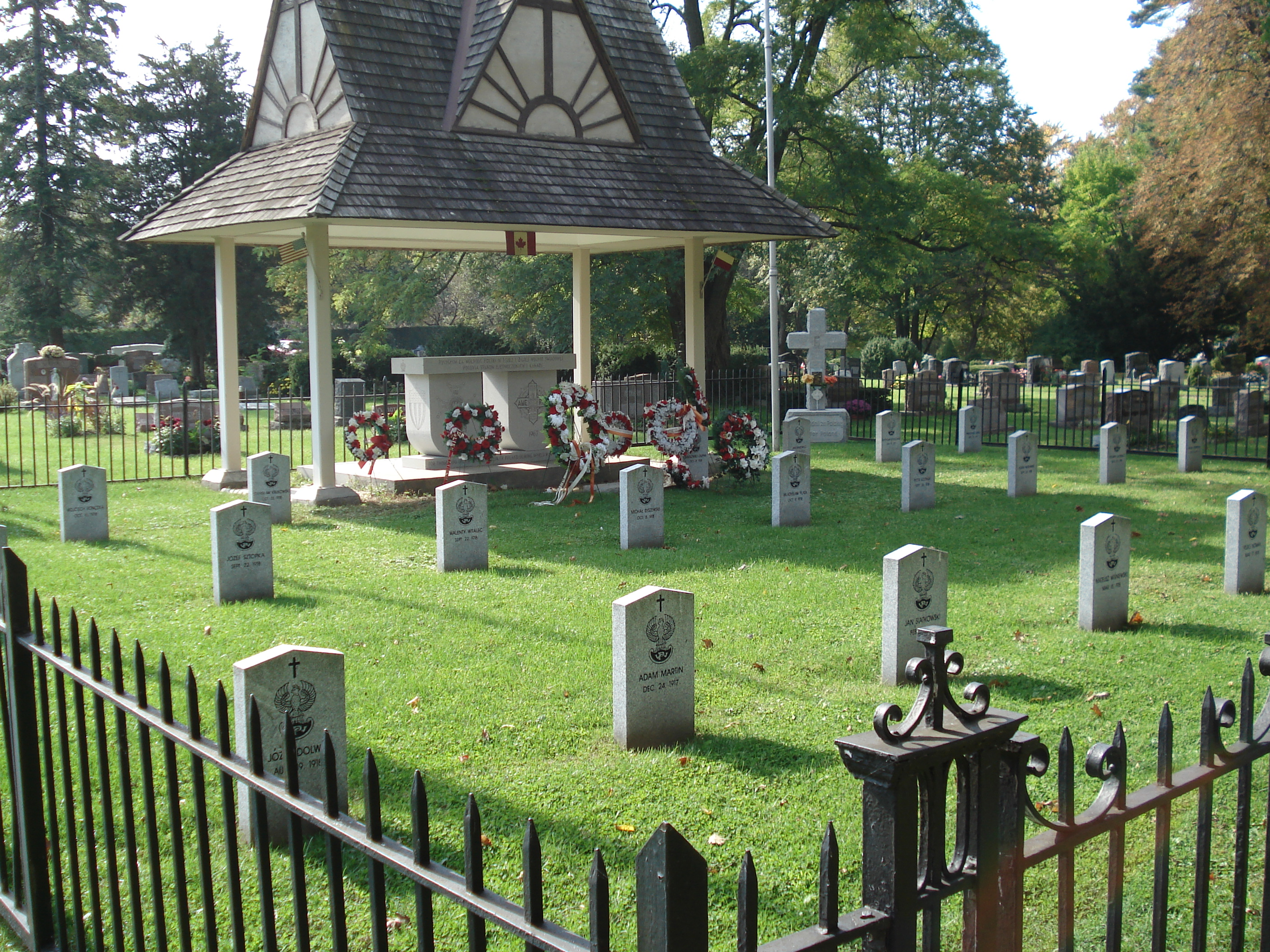
나이아가라온더레이크에 있는 1917–1919년 폴란드 군인 묘지

제1차 세계 대전 후, 1918년에 폴란드는 독립을 되찾았다. 캐나다와 폴란드 간의 외교 관계는 1919년 6월에 처음 수립되었으며, 런던의 폴란드 대사관을 통해 수행되었다. 전간기 동안 폴란드 이민자들은 주로 프레리 지역에 계속 정착했고 위니펙은 캐나다에서 가장 큰 폴란드 도시였다. 2차 이민자들 중 일부는 1차 이민자들보다 교육 수준이 높았고, 많은 이들이 소규모 사업을 시작했다. 1920년대에 농업이 쇠퇴하고 1930년대에는 더욱 심해졌기 때문에, 많은 폴란드 이민자들은 캐나다 서부에서 첫 몇 년을 보낸 후 온타리오 북부로 이주하여 광부로 일하거나 온타리오 남부로 이주하여 공장에서 일하는 경향이 있었다. 1차 세계대전 이전과 마찬가지로, 캐나다로 이민 온 폴란드인들은 압도적으로 오스트리아 제국 아래 갈리치아였던 지역 출신이었으며, 1914년 이전에 독일이나 러시아 제국에 속했던 지역 출신 폴란드인은 거의 없었다.
제2공화국 하에서, 갈리치아의 폴란드인과 우크라이나인 간의 관계가 기껏해야 어려웠던 지역인 갈리치아에서 우크라이나 민족의 수를 줄이는 방법으로 캐나다로의 이민을 장려하는 것이 공식 정책이었다. 미국이 동유럽 출신 이민자 수를 대폭 제한하는 1924년 이민 통제법을 통과시킨 후, 캐나다는 1939년까지 폴란드 이민자들의 주요 목적지가 되었다. 1919년에는 폴란드 출신 이민자들이 "비선호"로 분류되었지만, 1925년에는 캐나다가 1914년 이전의 "개방 정책"으로 돌아갔다. 1926년, 폴란드 국가 이민 위원회 부국장 로만 쿠티워프스키는 폴란드 농민들의 캐나다 서부로의 대규모 이민이 폴란드의 농촌 빈곤 문제에 대한 해결책이며, 이는 다시 위니펙에 있는 폴란드 영사관에 대한 자금 지원을 늘리자는 제안으로 이어졌다. 위니펙 영사관은 캐나다를 낙원으로 홍보하는 자료를 더 많이 작성하도록 지시받았고, 동시에 로마 가톨릭 사제들은 신도들이 그들을 따르기를 바라는 마음으로 캐나다로 이주하도록 장려되었다. 많은 캐나다 WASP(백인 앵글로색슨 개신교도)들이 가톨릭 이민자들을 강하게 싫어한다는 것을 알면서도, 쿠티워프스키는 캐나다로의 이민을 장려하는 정책이 "신중하게" 이루어져야 한다고 조언했다. 1929년, 폴란드 정부는 폴란드 식민화 협회 소속 알렉산데르 드 라르고 백작을 파견하여 폴란드인들이 캐나다 서부에 정착하기에 가장 좋은 장소를 탐색하게 했다. 라르고는 서스캐처원주의 프린스앨버트 지역과 앨버타주의 아타바스카 지역을 추천했지만, 대공황으로 인해 캐나다가 1930년에 이민 규정을 강화하여 라르고의 이민 계획은 중단되었다.
일반적으로 말하자면, 전간기 동안 캐나다로 이민 온 폴란드인들은 단치히 자유시(그단스크) 또는 그디니아에서 배를 타고 핼리팩스 (노바스코샤주), 퀘벡 (도시) 또는 몬트리올로 향했다. 도착 후, 이민자들은 기차를 타고 그들이 선호하는 목적지인 캐나다 서부로 이동했다. 캐나다와 폴란드 간의 주요 분쟁은 이민자들을 캐나다로 데려갈 해운 노선에 대한 것이었다. 폴란드 정부는 이민자들이 국영 그디니아-아메리카 라인 소속 선박을 이용하기를 원했지만, 캐나다 정부는 이민자들이 캐나디안 퍼시픽 철도 또는 캐나디안 내셔널 철도 소속 선박을 이용하기를 선호했다.

### 제2차 세계 대전

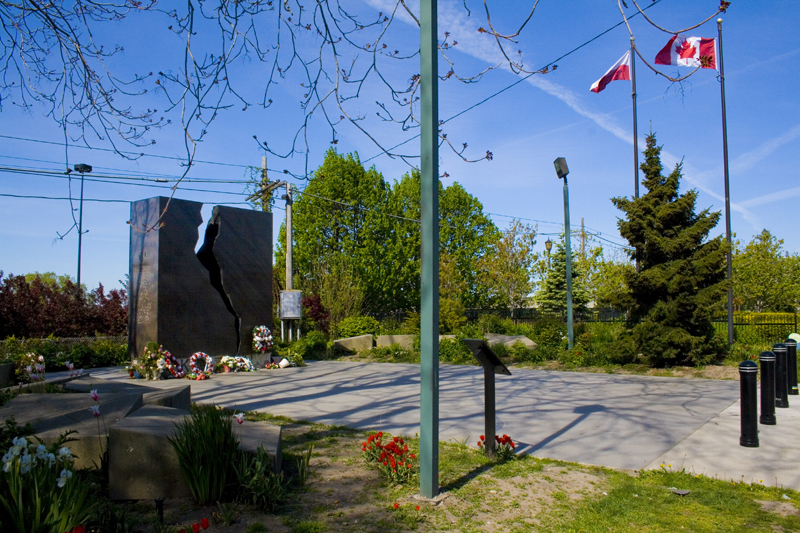
토론토의 카틴 기념비

1939년 여름 단치히 위기 동안 캐나다 총리 윌리엄 라이언 매켄지 킹은 위기가 폴란드가 단치히 자유시가 "제국으로 돌아가라"는 독일의 요구에 동의함으로써 해결되기를 바랐다. 1943년 4월, 내무인민위원부가 카틴 숲에서 학살한 폴란드 장교들의 대규모 묘지가 발견되었을 때, 매켄지 킹은 자신의 일기에 폴란드인들이 히틀러의 단치히 독일 재가입 요구를 거부함으로써 1939년 전쟁 발발을 야기했으며, 따라서 카틴 학살과 1939년 이후 겪었던 모든 고난은 폴란드인들 자신의 잘못이라고 썼다. 영국 역사가 빅터 로스웰은 카틴 숲 학살에 대한 킹의 발언을 "악의적"이라고 묘사했다. 1939년 9월 1일 독일이 폴란드를 침공하여 제2차 세계 대전을 시작했고, 1939년 9월 3일 폴란드의 동맹국인 영국과 프랑스는 독일에 선전포고했다. 캐나다는 연합국에 합류하여 1939년 9월 10일 독일에 선전포고하며 제2차 세계 대전에 참전했다. 킹은 전쟁에 대한 열의가 없었지만, 영어권 캐나다에서는 캐나다가 대영제국이라는 "모국"을 지지해야 한다는 대중적 요구가 너무 커서 그에게 선택의 여지가 없었다. 킹은 폴란드에 대한 애정이 없었고, 전쟁을 선포한 후 일기에 히틀러가 전쟁에서 이기지 못한다면 스탈린이 분명히 이길 것이라고 썼다.
폴란드에서 캐나다의 이미지는 항상 끝없는 풍요와 부의 땅이었다. 이 이미지를 반영하여, 아우슈비츠 강제 수용소에서는 수감자들의 몰수된 물품을 보관하는 창고가 카나다 창고라고 알려졌다. 빨간 머리 앤 책은 폴란드에서 여전히 큰 인기를 누렸고, 전쟁 중 아르미아 크라요바 저항 단체는 자신들이 무엇을 위해 싸우는지 상징으로 빨간 머리 앤 복사본을 단원들에게 배포했다.
캐나다 포로들은 스탈락 II-D, 스탈락 VIII-A, 스탈락 VIII-C, 스탈락 XX-B, 스탈락 루프트 III, 스탈락 루프트 IV, 스탈락 루프트 7, 오플락 XXI-B를 포함하여 현대 폴란드의 여러 독일 포로 수용소에서 폴란드 포로들과 함께 수감되었다. 1944년 독일이 저지른 스탈락 루프트 III 학살의 희생자 중에는 여러 폴란드인과 캐나다인들이 있었으며, 폴란드 자간 (폴란드)에는 기념비가 세워져 있다.

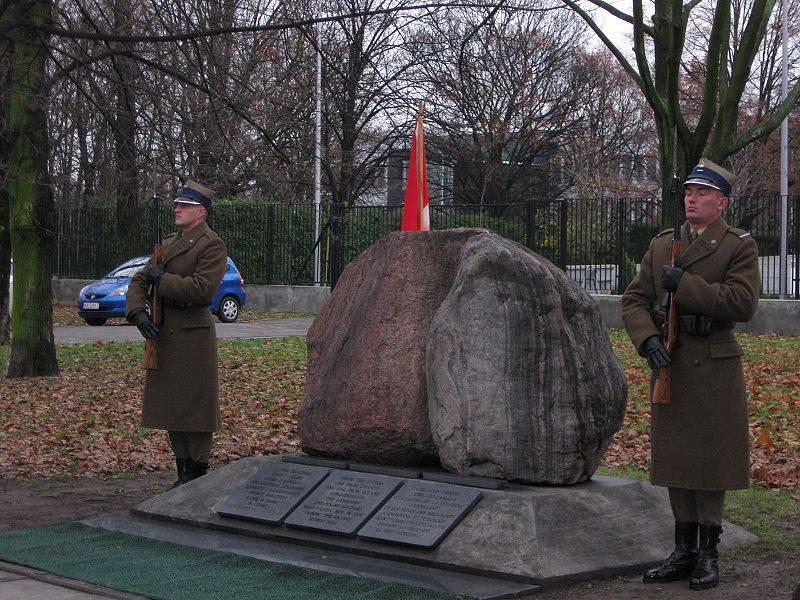
폴란드 바르샤바 캐나다 대사관에 있는 두 바위 기념비는 제2차 세계 대전 중 나란히 싸운 캐나다와 폴란드 군인들을 기념한다.

1942년 3월, 폴란드 망명정부는 오타와에 공사관을 개설했다. 런던의 폴란드 망명정부와의 관계는 런던 주재 캐나다 고등판무관실에서 처리했다. 전쟁 중, 캐나다와 폴란드 군대는 1942년 8월 프랑스 디에프 기습에서 함께 싸웠다. 제1캐나다군단과 제2폴란드군단은 모두 1944년 2월 제2폴란드군단이 작전에 투입된 이래 1945년 2월 제1캐나다군단이 저지대로 이전될 때까지 이탈리아 전역에서 영국 제8군의 일부로 함께 싸웠다. 1944년 7월부터 스타니스와프 마체크 장군 휘하의 폴란드 제1기갑사단은 가이 시먼즈 장군 휘하의 제2캐나다군단에서 복무했다. 제1기갑사단은 노르망디 전역, 저지대 진격, 셸데 전투, 그리고 네덜란드 해방에서 제2캐나다군단의 일부로 싸웠다. 해상에서는 폴란드 구축함 ORP 브위스카비차 (캐나다인들은 "브위스카비차"를 정확하게 발음할 수 없어 "위스키 병"이라고 불렀다)가 캐나다 구축함 HMCS 하이다와 함께 영국 해협의 통제권을 놓고 독일 구축함과 싸웠던 제10구축함 전대에서 복무했다. 2007년, 브위스카비차와 하이다는 함께 복무한 인연으로 "자매결연"을 맺었다. 전쟁이 끝난 직후, 양국은 외교 관계를 재수립하고 1960년 4월에 각자의 공사관이 대사관으로 승격되었다.
폴란드의 전쟁 노력에도 불구하고, 폴란드는 소련에 의해 공산주의 정권이 수립되었다. 1945년 이후, 또 다른 폴란드 이민 물결이 캐나다에 도착했는데, 대부분 제2차 세계대전 참전용사, 나치 강제 수용소 생존자, 공산주의 난민으로 구성되었다. 3차 이민자들은 온타리오주에 정착하는 경향이 있었고, 이전 이민자들보다 교육 수준이 높았으며, 많은 이들이 중산층의 삶을 누렸다.

### 전후 시대
제2차 세계 대전 이후, 앤 셜리라는 인물은 폴란드에서 더욱 인기를 얻게 되었다. 1946년 작가 회의에서 젊은이들을 위한 인기 작가인 마리아 칸은 몽고메리의 책들을 옹호하며, 젊은이들에게 "수많은 젊은 생명을 집어삼키고 살아남은 자들에게서 젊음과 기쁨을 빼앗아간 끔찍한 세월 후에 젊은이들에게 삶과 기쁨을 되찾아줄 문학"이 필요하다고 주장했다. 출판사 마이클 아크트(Michael Arct)는 몽고메리의 앤 시리즈 중 처음 세 권을 출판할 수 있도록 허가받았고, 이 모든 책들은 즉시 베스트셀러가 되었다. 1948년 시인 예지 비쇼미르스키는 잡지 『티지아리』에 실린 기고문에서 앤 시리즈가 폴란드에서 왜 그렇게 인기가 있었는지 설명하려고 했다. 비쇼미르스키는 폴란드가 폐허가 된 상황에서 사람들은 낙천적이고 명랑한 앤 같은 인물이 필요하다고 주장했다. 비쇼미르스키는 또한 1863-1864년 러시아 지배에 대한 마지막 봉기 이후, 폴란드인들 안에 두 가지 상반된 이상이 존재했다고 주장했다. 하나는 현실 세계를 있는 그대로 받아들이고 경제 발전에 중점을 두는 실용주의와 현실주의를 강조하는 긍정주의적 이상이고, 다른 하나는 낭만적 영웅주의, 더 나은 세상에 대한 몽환적인 비전, 그리고 상황이 아무리 절망적이더라도 타협하지 않으려는 의지를 강조하는 낭만주의적 이상이었다. 20세기 초 폴란드의 가장 중요한 두 지도자 중, 로만 드모프스키는 긍정주의적 이상을 구현한 반면, 그의 위대한 경쟁자 유제프 피우수트스키는 낭만주의적 이상을 구현했다. 비쇼미르스키는 폴란드인들이 앤 시리즈를 사랑한 이유는 책 속 프린스 에드워드 아일랜드에 사는 대부분의 사람들이 긍정주의적 이상을 나타내는 반면, 앤은 지배적인 긍정주의적 정통에 도전하기 위해 도착한 낭만주의적 이상을 나타내기 때문이라고 주장했다. 비쇼미르스키는 몽고메리가 자신의 책에서 현대 폴란드에 가장 필요한 태도를 나타내는 "실용적 낭만주의"의 종합을 이루어냈고, 이로 인해 그녀의 책들이 폴란드에서 인기를 얻었다고 말했다.
1954년, 제네바 협정 (1954년)은 베트남을 베트남 민주공화국과 베트남 공화국으로 분할했다. 제네바 협정을 감시하기 위해 인도, 폴란드, 캐나다 대표단으로 구성된 국제 통제 위원회가 창설되었다. ICC의 의장은 항상 인도인이었고, 폴란드와 캐나다 위원들은 그에게 보고했다. ICC의 폴란드 위원 중 한 명인 미에치스와프 마넬리는 나중에 다음과 같이 썼다: "인도 및 캐나다 동료들과 함께 일했던 이 시기에, 나는 그들의 충성스러운 협력에 깊은 인상을 받았다. 그 시기는 대부분의 사건이 남부 당국에 반하는 것이었다. 남부 당국이 시민들을 비인간적으로 대우하고 있다는 정당한 의심이 있을 때마다, 캐나다 대표단은 범죄를 비난하는 것을 주저하지 않았다. 나는 이것을 항상 극히 중요하다고 여겼다."
1980년대 동안, 캐나다는 레흐 바웬사가 이끄는 폴란드 노동조합인 "솔리다르노시치"(연대)에 관심을 가졌다. 1981년 12월부터 1983년 7월까지 계엄령이 발효된 직후 많은 노조원들이 체포되었다. 투옥된 후, 많은 고위 노조원들에게 캐나다는 망명을 제안했다. 또한 캐나다는 정부의 경제적, 정치적 탄압이 심화되는 동안 폴란드에서 탈출하는 6,000명의 폴란드 난민을 받아들이기로 합의했다. 1989년 4월 폴란드 원탁회의 이후, 레흐 바웬사는 1989년 11월 캐나다를 방문하여 1990년 폴란드 총리 타데우시 마조비에츠키의 공식 방문을 위한 길을 열었으며, 이는 캐나다를 방문한 최초의 폴란드 정부 수장이었다. 역사적인 방문 이후, 양국 지도자들의 여러 고위급 방문이 있었다.

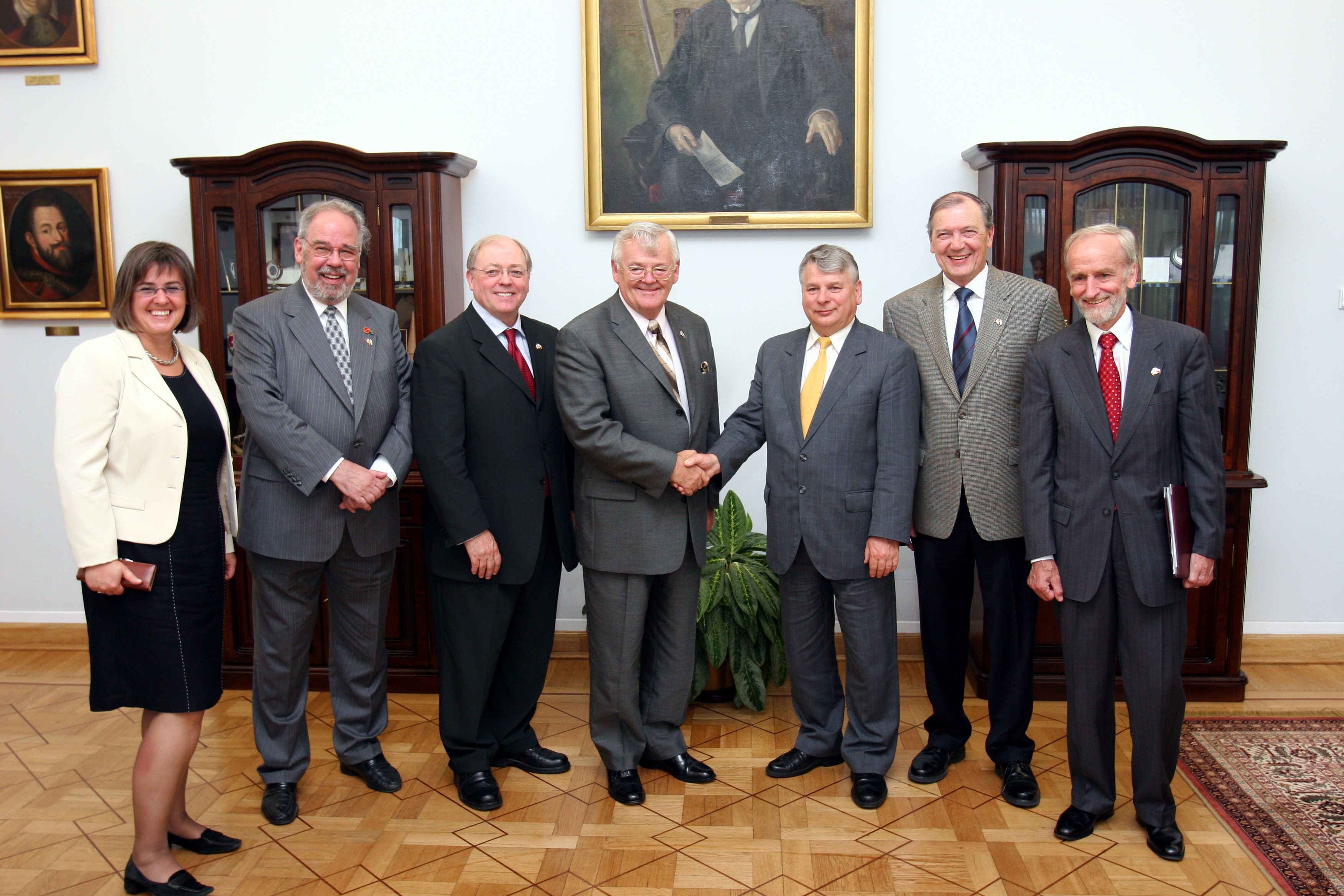
캐나다 상원 의장 노엘 킨셀라가 2007년 폴란드 상원을 방문하다

1990년 후반, 마조비에츠키는 대통령 선거 1차 투표에서 매우 부유하다고 주장하며 귀국하여 대통령에 출마한 폴란드계 캐나다 사업가 스타니스와프 티민스키에게 패배했다. 선거 2차 투표에서 티민스키는 바웬사에게 패배했다.

## 고위급 방문
캐나다 총리의 폴란드 방문
- 총리 장 크레티앵 (1999)

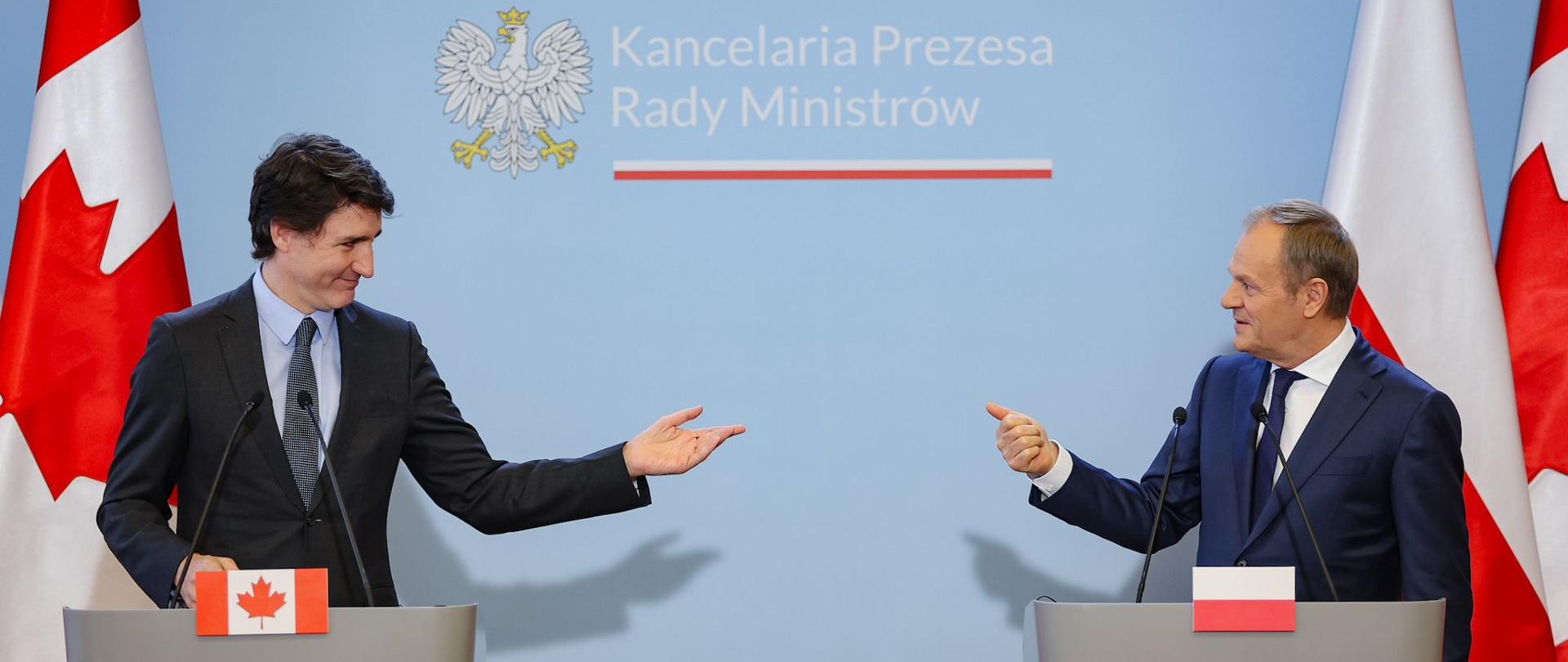
캐나다 총리 쥐스탱 트뤼도와 폴란드 총리 도날트 투스크가 2024년 바르샤바에서 만났다.

- 총리 스티븐 하퍼 (2014, 2015)
- 총리 쥐스탱 트뤼도 (2016, 2022, 2024, 2025)

폴란드 총리 및 대통령의 캐나다 방문
- 총리 타데우시 마조비에츠키 (1990)
- 대통령 레흐 바웬사 (1994)
- 총리 도날트 투스크 (2012)
- 대통령 안제이 두다 (2016)
- 총리 마테우시 모라비에츠키 (2023)

## 국방
1998년 2월, 캐나다는 폴란드의 북대서양 동맹 가입을 비준한 최초의 NATO 국가였다. 캐나다는 폴란드에서 언어 및 평화 유지 훈련 분야에서 NATO 국가들 중 선두 주자가 되었으며, 수백 명의 폴란드 장교와 고위 참모진이 캐나다와 폴란드에서 훈련을 받았다.

## 발전
캐나다 국제개발국(CIDA)은 1990년대 폴란드의 변화를 지원하기 위해 7천5백만 달러를 기술 협력 프로젝트에 투입했다. 이 프로그램들은 폴란드의 EU 가입과 함께 2004년에 중단되었다. 캐나다의 지원은 진화하여, 양국은 이제 제3국에서 공동으로 개발 프로젝트에 자금을 지원한다. CIDA의 중부 유럽 공식 개발 원조(ODACE)는 폴란드의 해외 원조 공여국으로서의 역량을 개발한다.
폴란드 대학에서는 캐나다학 연구 센터와 프로그램이 번성하고 있다. 현재까지 6개의 캐나다학 연구소가 설립되었으며, 8개의 폴란드 대학에서 캐나다와 캐나다 생활의 여러 측면에 대한 수많은 강좌를 제공한다.

## 무역
폴란드는 중앙 및 동유럽에서 캐나다의 최대 시장이다. 2018년 양국 간 무역액은 16억 달러에 달했다. 캐나다의 폴란드 주요 수출품은 기계, 광물, 의료 또는 외과용 기기, 광물 연료 등이다. 폴란드의 캐나다 수출품은 기계, 모피, 가구, 전기 기계, 항공기 및 부품 등이다. 2016년 10월, 캐나다와 유럽 연합(폴란드 포함)은 "포괄적 경제 무역 협정"으로 알려진 자유 무역 협정을 체결했다.

## 투자
폴란드의 역동적인 경제와 2004년 유럽 연합 가입은 캐나다 민간 부문에 기회를 창출했다. 우선 기회 분야에는 운송 및 석유·가스 분야의 광범위한 인프라 프로젝트, 항공 우주, 환경 제품, 과학 기술(정보 기술 및 통신), 국방 및 보안 제품이 포함된다. 2015년 캐나다의 폴란드 투자는 2억 6천4백만 달러였다.

## 상주 외교 공관
- 캐나다는 바르샤바에 대사관을 두고 있다.[32]
- 폴란드는 오타와에 대사관을, 토론토와 밴쿠버에 총영사관을, 몬트리올에 영사관을 두고 있다.[33]

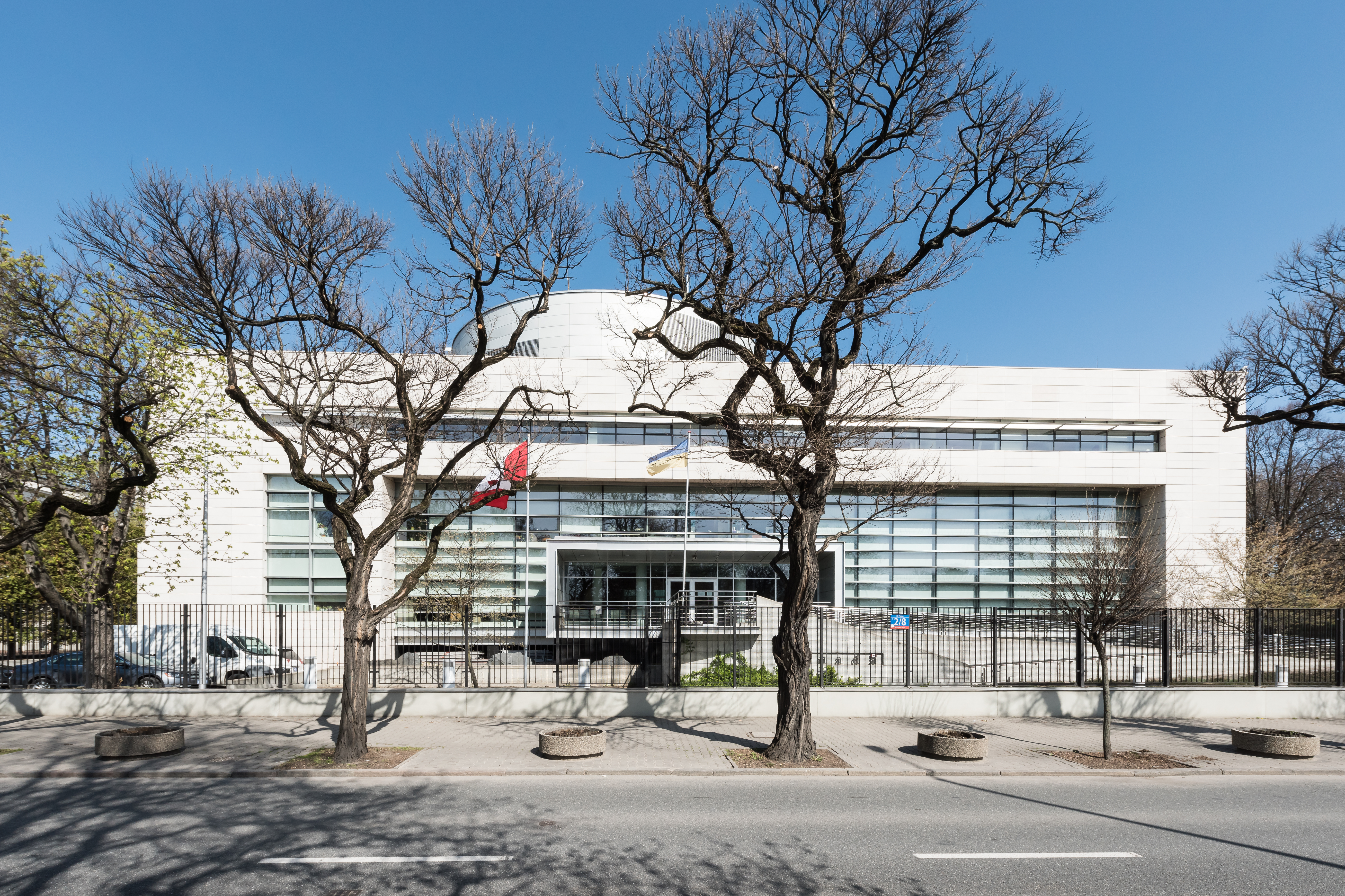
주바르샤바 캐나다 대사관
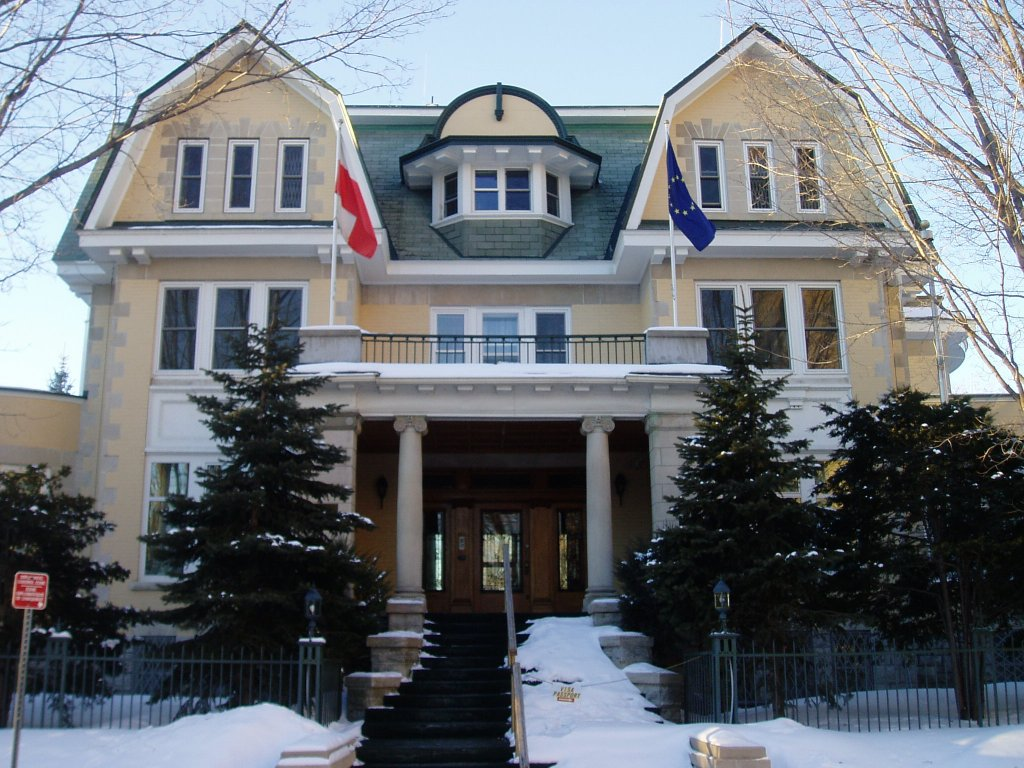
주오타와 폴란드 대사관
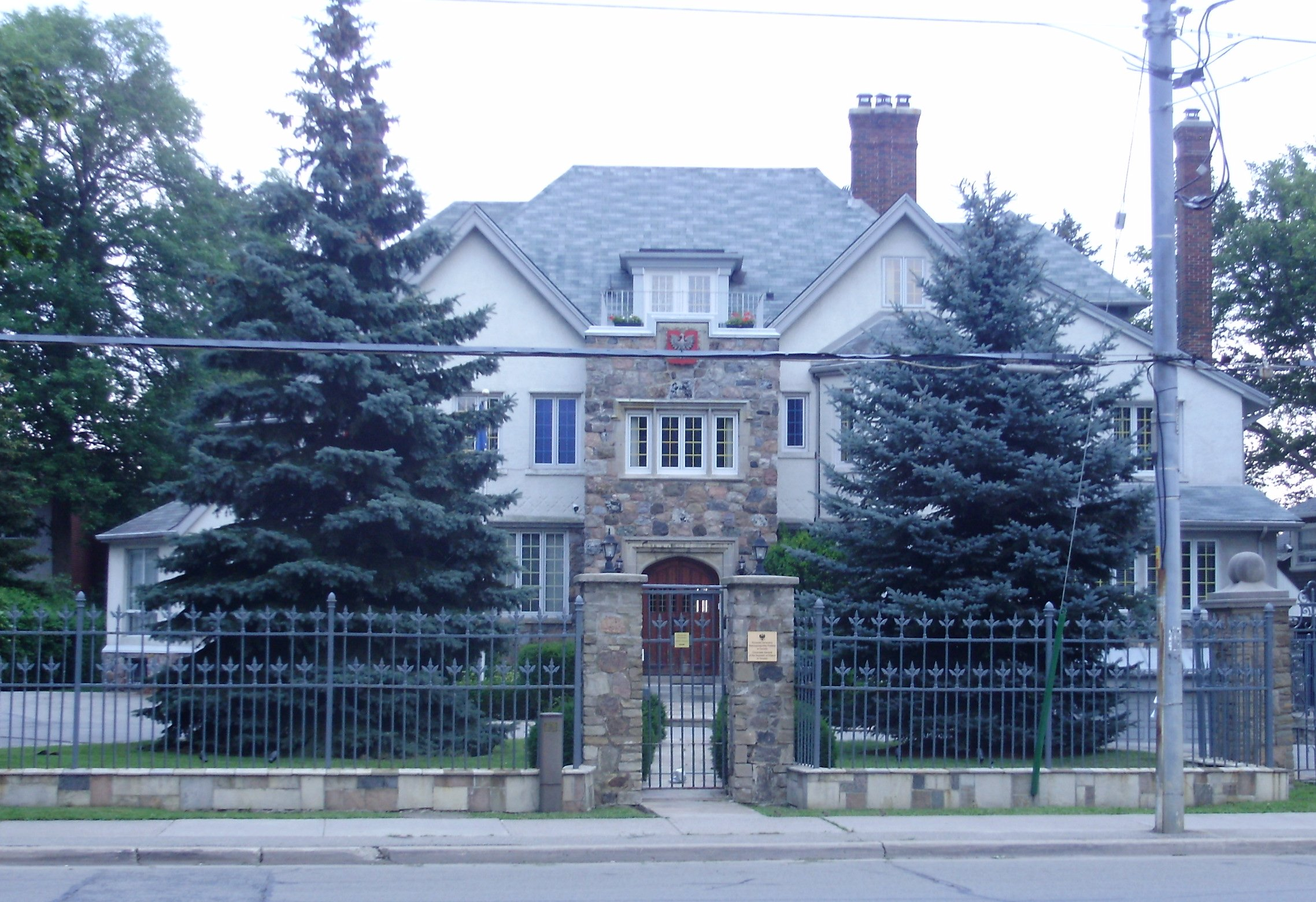
주토론토 폴란드 총영사관

## 같이 보기
- 주폴란드 캐나다 대사관
- 폴란드계 캐나다인
- 캐나다-유럽 연합 관계